# Frederik Willem Floris Theodorus van Pallandt
Frederik Willem Floris Theodorus baron van Pallandt, heer van Keppel, Voorst, Barlham en Hagen (Zutphen, 21 september 1772 – 's-Gravenhage, 14 februari 1853) was een Nederlands politicus.
Van Pallandt werd op 28 augustus 1814 benoemd in de ridderschap van Gelderland waardoor hij het adellijke predicaat van 'jonkheer' kreeg; op 11 juni 1818 werd onder anderen voor hem de titel van 'baron' gehomologeerd.
Hij studeerde Romeins en hedendaags recht aan de Hogeschool te Leiden en promoveerde op 16 augustus 1793 op 255 stellingen. Hij sloot op 17 juni 1800 te Waardenburg een huwelijk met jkvr. Anna Jacoba Wilhelmina van Aylva (1778-1814); uit dit huwelijk werden vijf kinderen geboren, onder wie de politicus Hans Willem van Aylva van Pallandt. Op 28 september 1825 hertrouwde hij met Maria Catharina barones van Boetzelaer (1771-1836). Hij werd in 1789 advocaat te Arnhem. Hij was burgemeester van Doetinchem en vervulde een aantal ambten waaronder dat van directeur-generaal van het departement van Eredienst (1818 - 1828).
Zijn politieke leven kreeg gestalte in het lidmaatschap van de 'Vergadering van Notabelen' voor het departement van de Boven-IJssel (vanaf 29 maart 1814) en hij werd op 20 mei 1828 minister op het departement van Hervormde en andere Erediensten, die der Rooms-Katholieke uitgezonderd (tot 1 maart 1841). In 1830 was hij tijdens de Belgische opstand gedurende een maand tevens waarnemend minister op het departement van Justitie.
Hij was vanaf 1794 lid van het Ridderschap in het graafschap Zutphen en van 28 augustus 1814 tot juli 1829 voor het Ridderschap van Gelderland. Werd in mei 1828 benoemd tot minister van Staat. Hij is onderscheiden met het Grootkruis in de Orde van de Nederlandse Leeuw.
- Biografisch Portaal: 08107478
- Digitale Bibliotheek voor de Nederlandse Letteren: pall006
- Gemeinsame Normdatei: 1145994733
- International Standard Name Identifier: 0000 0003 9293 3547
- Nederlandse Thesaurus van Auteursnamen: 069952086
- Parlement.com: vg09llsykfqi
- Virtual International Authority File: 287120539
- WorldCat: E39PBJfmqwfBpBvqmHBXKWtR8C